# گئورگ اشمیت
گئورگ اشمیت (آلمانی: Georg Schmidt; ۷ آوریل ۱۹۲۷ – ۶ ژوئیهٔ ۱۹۹۰) بازیکن و مربی فوتبال اهل اتریش بود.